# Prepositura di San Michele Arcangelo (Pontassieve)
La prepositura di San Michele Arcangelo è un luogo di culto cattolico che si trova a Pontassieve, sede della parrocchia omonima appartenente all'arcidiocesi di Firenze.

## Storia e descrizione
La chiesa di Sant'Angelo a Sieve, così denominata fino al secolo XVII quando prese il titolo di San Michele, è documentata dagli inizi del secolo XIII. Completamente rifatta nel secolo XVIII, fu riconsacrata nel 1788. L'edificio settecentesco fu poi distrutto durante la Seconda guerra mondiale e completamente ricostruito, nelle forme attuali, nel 1947-1948. 

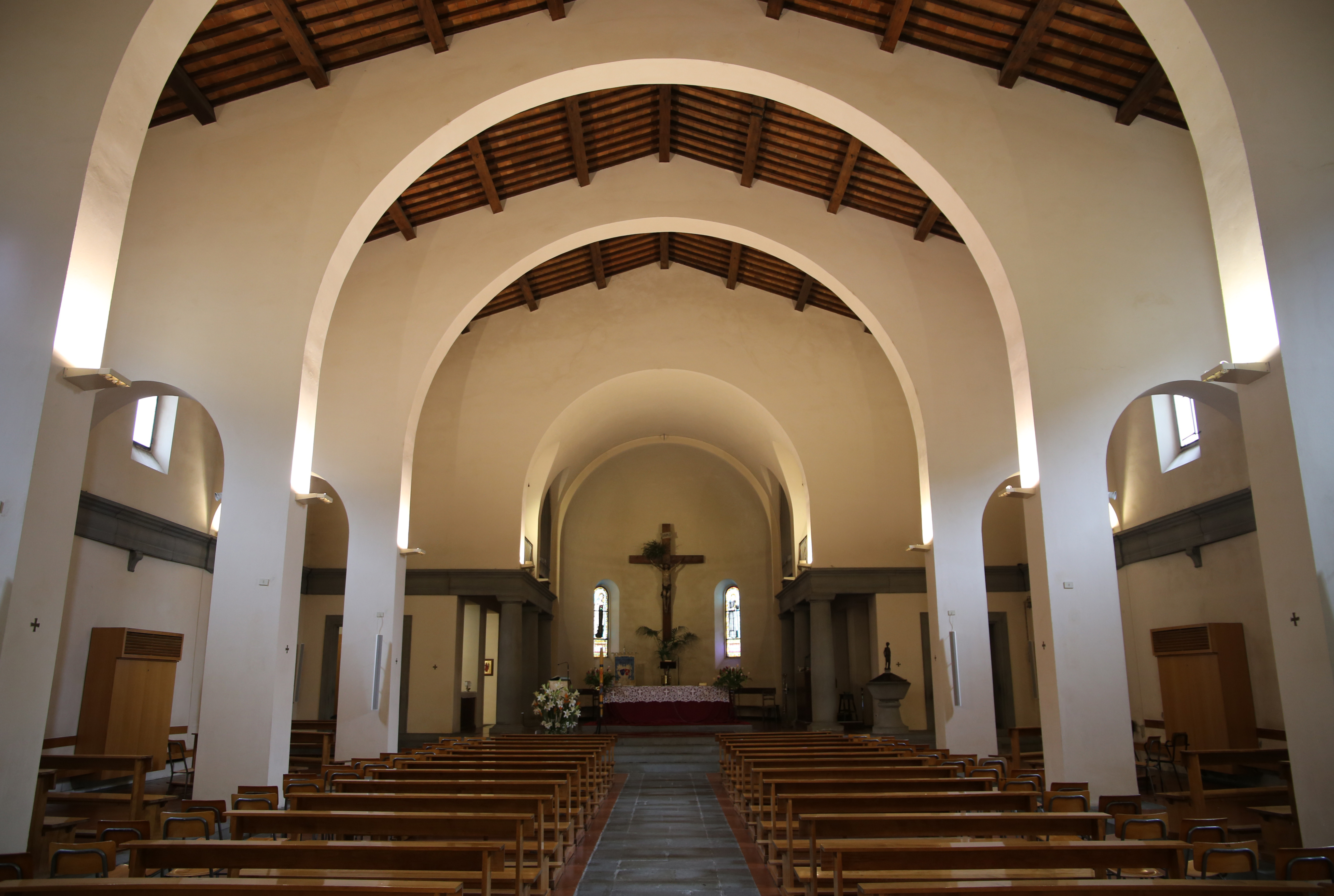
Interno

Nel 1971 il presbiterio fu trasformato per essere adeguato alle norme liturgiche del Concilio Vaticano II; nello stesso anno venne costruito l'organo a canne dalla ditta Pinchi.
All'interno si conservano alcune tele del secolo XVII provenienti da chiese ormai abbandonate del territorio parrocchiale, tra cui, alla parete della navatella destra, un'Immacolata Concezione con i santi Lucia, Martino vescovo, Giusto vescovo, Caterina d'Alessandria e Angeli, opera di Tommaso Gorini proveniente dall'altare della Compagnia della Santissima Concezione della chiesa di San Martino a Quona, databile ai tardi anni trenta o agli anni quaranta del Seicento.
Proviene da questa chiesa la tavola raffigurante la Madonna col Bambino, del Beato Angelico, oggi esposto alla Galleria degli Uffizi.